# Cryptantha micromeres
Cryptantha micromeres là loài thực vật có hoa trong họ Mồ hôi. Loài này được (A.Gray) Greene mô tả khoa học đầu tiên năm 1887.